# Salon du livre et de la chanson de Randan
Pour les articles homonymes, voir Salon du livre.
Le salon du livre et de la chanson se déroule tous les ans à Randan dans le Puy-de-Dôme. Il a lieu tous les premiers week-ends d’avril, sauf en 2011, puis en 2018 où il a été exceptionnellement couplé avec les Journées du patrimoine.

## Historique
Depuis 2003 tous les premiers week-end d'avril, se tient le salon du livre et de la chanson de Randan, « La chanson des livres », à proximité de Vichy, près de Clermont-Ferrand. Il s'agit de l'unique salon du livre qui accueille des artistes chanteurs francophones ayant publié un ouvrage, ainsi que des journalistes musicaux, biographes, etc., pour deux jours de rencontres, débats et dédicaces.
Ce salon a été initié par l'auteur Baptiste Vignol et l'éditeur musical Laurent Balandras.
La première édition a été parrainée par Georges Moustaki: par la suite la douzième édition a été l'occasion d'un concert en hommage à celui-ci.
Par ailleurs, les premières éditions ont été marquées par la présence de Ricet Barrier, dont le souvenir est fidèlement entretenu. 
L'association Le livre et la chanson est coprésidée par Edda Mathillon et Alain Manaranche.
Le concept la manifestation est d'offrir aux artistes et leur public un cadre de rencontre convivial et décontracté, à taille humaine.

## Principaux invités du salon
- 2003 : Marcel Amont, Maddly Bamy, Ricet Barrier, Jean-Claude Darnal, François Jouffa, Baptiste Vignol, Christian Pirot...
- 2004 : Leny Escudero, Georges Chelon, Jean Guidoni, Kent, Gilbert Laffaille, Francesca Solleville, Jean-Pierre Pasqualini...
- 2005 : Armande Altaï, Vincent Baguian, Julos Beaucarne, Valérie Lagrange, Paul Tourenne (des Frères Jacques), Richard Seff, Serge Utgé-Royo ...
- 2006 : Jeanne Cherhal, Caroline Loeb, Anne Sylvestre, Pierre Vassiliu, Claude Vinci, Michel Bühler, Benoît Cachin, Pierre Louki ...
- 2007 : Ricet Barrier, Leny Escudero, Fred Mella (du groupe Les Compagnons de la chanson), Bruno Brel, Serge Dillaz ...
- 2008 : Olivia Ruiz, Hugues Aufray, Allain Leprest, Hervé Vilard, Kent, Anne Vanderlove, Baptiste Vignol, Laurent Balandras...
- 2009 : Nicoletta, Hervé Cristiani, Jeanne Cherhal, Maddly Bamy, Emma Daumas, Pierre Vassiliu, Allain Leprest, Les Sunlights, Serge Utgé-Royo, Gérard Lenorman...
- 2010 : Marcel Amont, Jacques Bertin, Julie Pietri, Bruno Brel...
- 2012 : Isabelle Aubret, Anne Sylvestre, Michel Bühler, Charles Dumont, Michèle Bernard, Kitty Bécaud (femme de Gilbert Bécaud), Leny Escudero, Jacques Bertin...
- 2013 : Anne Sylvestre, Leny Escudero, Rémo Gary
- 2014 : Fabienne Thibeault, Marcel Amont, François Corbier,  Yves Duteil,Leny Escudero
- 2015 : Herbert Léonard, Anne Sylvestre, Pierre Barouh, Jeane Manson, Jean-Jacques Debout, Annabelle Mouloudji, Romain Bouteille, Gilbert Laffaille, Bernard Sauvat...
- 2016 : Nicoletta, Anne Sylvestre, François Corbier,Jean-Jacques Debout, Chris Evans, Hervé Vilard,
- 2017 : Isabelle Aubret, Jacqueline Boyer, François Corbier, Jean-Jacques Debout, Chris Evans
- 2018 : Jacqueline Boyer, Vline Buggy, Chris Evans, Richard Gotainer, Corine Marienneau du groupe Téléphone, Anne Sylvestre
- 2019 : Stone, Monty, Pascal Danel, Nicole Rieu, Chris Evans, Bernard Sauvat, Michel Bourdais